# Cuaespinós de Candé
El cuaespinós de Candé (Synallaxis candei) és una espècie d'ocell de la família dels furnàrids (Furnariidae).
Habita la vegetació baixa i zones amb cactus o arbusts de les terres baixes fins als 1100 m al nord-est de Colòmbia i nord-oest de Veneçuela.